# Min barndoms jular
Min barndoms jular är ett julalbum av Kikki Danielsson, utgivet i december 1987. Albumet placerade sig som högst på 19:e plats på den svenska albumlistan.

## Albumsläpp
Några år senare började felaktiga källor ofta uppge att albumet släpptes den 1 november 1988
Ute i skivaffärerna uppstod förvåning då albumet plötsligt bytte omslag, och många inte visste om det var ett nytt album eller inte.

## Låtmaterial
Albumet innehåller äldre och nyare julsånger, och är till stor del ett konceptalbum, då många av sångerna var Kikki Danielssons barndomsfavoriter i juletider. Flera av sångerna handlar om julminnen från barndomen och ungdomen, medan andra har ett kristet jultema och handlar om föddes. Den stora hitlåten blev "I kväll jag tänder ett ljus" som låg i fem veckor på Svensktoppen under perioden 13 december 1987–31 januari 1988.
Titelspåret spelades 1995 in på skiva av Ann-Cathrine Wiklander som samma år gav ut sin tolkning av låten på ett minialbum med samma namn, som även innehöll sångerna "Nu är julen här igen", "Julklockor över vår jord" och "Jag önskar er alla en riktigt god jul".

## Nyutgåva
Albumet återlanserades den 1 november 2001 på Mariann Grammofon, då under titeln Nu är det advent, och då fanns även den då nya Nu är det advent, en sångduett mellan Kikki Danielsson och Janne Önnerud, men som "bonusspår" (och första spår). Denna låt låg även på Svensktoppen i sex omgångar under perioden 9 december 2000–27 januari 2001, med tredjeplats som högsta placering.
Precis som Papaya Coconut 1986 är albumet helt på svenska.

## Låtlista

### Original 1987

#### Sida A
| Nr | Titel                                                                                   | Låtskrivare                                              | Längd |
| -- | --------------------------------------------------------------------------------------- | -------------------------------------------------------- | ----- |
| 1. | "Vår vackra vita vintervärld" ("Winter Wonderland")/"Jingeling Tingeling (Sleigh Ride)" | Felix Bernard, Lars Green, Leroy Anderson, Bebbe Wolgers | 2:42  |
| 2. | "Min barndoms jular"                                                                    | Jan-Erik Pettersson, Bo Senter                           | 3.11  |
| 3. | "Det hände sig för länge sen" ("Mary's Boy Child)"                                      | Jester Hairston, Jan Erixon                              | 2.40  |
| 4. | "När juldagsmorgon glimmar" ("Wir hatten gebauet ein stattliches Haus")                 | Betty Ehrenborg-Posse                                    | 2:02  |
| 5. | "I kväll jag tänder ett ljus"                                                           | Ingvar Hellberg                                          | 3:10  |
| 6. | "Jag vill hem till julen" ("With Bells on")                                             | Dolly Parton, Karin Stigmark                             | 2:40  |

#### Sida B
| Nr  | Titel                                                                       | Låtskrivare                               | Längd |
| --- | --------------------------------------------------------------------------- | ----------------------------------------- | ----- |
| 7.  | "Jag önskar er alla en riktigt god jul"                                     | Paul Sahlin, Torgny Söderberg             | 3:20  |
| 8.  | "När ljusen tändas därhemma" ("When It's Lamp Lighting Time in the Valley)" | Joe Lyons, Sam Hart, Nils Hellström       | 3:11  |
| 9.  | "I juletid (Save Your Love)" (duett Kikki Danielsson-Kjell Roos)            | John Edward, Sue Edward, Kikki Danielsson | 3:11  |
| 10. | "En tokig sång" ("The Silly Song")                                          | Frank Churchull, Bernt Dahlbäck           | 2:19  |
| 11  | "Låt mig få tända ett ljus" ("Schlafe, mein Prinzchen, schlaf ein")         | Bernhard Flies, Börje Carlsson            | 2:40  |
| 12. | "Hosianna, Davids son"                                                      | Georg Joseph Vogler                       | 1:57  |

### Bonusspår 2001
| Nr | Titel                                                     | Låtskrivare  | Längd |
| -- | --------------------------------------------------------- | ------------ | ----- |
| 1. | "Nu är det advent" (duett Kikki Danielsson-Janne Önnerud) | Dan Attlerud | ?     |

## Listplaceringar
| Lista (1987-1988) | Topplacering                |
| ----------------- | --------------------------- |
| Sverige           | Sverige (Sverigetopplistan) |